# Ямамото Емі
Ямамото Емі (яп. 山本 絵美; нар. 9 березня 1982) — японська футболістка. Вона грала за збірну Японії.

## Клубна кар'єра
У 2000 році дебютувала в «Тасакі Пелуле». 2014 року підписала контракт з клубом «Nippatsu Yokohama FC Seagulls».

## Виступи за збірну
Дебютувала у збірній Японії 12 січня 2003 року в поєдинку проти США. У складі японської збірної учасниця жіночого чемпіонату світу 2003 року та Літніх олімпійських ігор 2004 року. З 2003 по 200 рік зіграла 22 матчі та відзначилася 4-а голами в національній збірній.

## Статистика виступів
| Збірна Японії | Збірна Японії | Збірна Японії |
| Рік           | Матчі         | Голи          |
| ------------- | ------------- | ------------- |
| 2003          | 14            | 1             |
| 2004          | 8             | 3             |
| Загалом       | 22            | 4             |